# Hartmut Schmidt (Germanist)
Hartmut Schmidt (* 27. Oktober 1934 in Frankfurt (Oder)) ist ein deutscher Germanist.

## Leben
Von 1953 bis 1958 studierte Schmidt an der Universität Greifswald Germanistik und  Nordistik. 1958 trat Schmidt unter dem Direktorat von Theodor Frings eine Assistentenstelle am Deutschen Wörterbuch im Institut für deutsche Sprache und Literatur der Deutschen Akademie der Wissenschaften zu Berlin an. 1987 wurde er zum Professor an der Akademie der Wissenschaften der DDR ernannt. Durch eine Reform der Akademie wurde aus dem Institut das Zentralinstitut für Sprachwissenschaft, dessen erster und einziger frei gewählter Direktor er 1991 wurde. Mit Wirkung zum 1. Januar 1992 wurde das Zentralinstitut für Sprachwissenschaft vom Leibniz-Institut für Deutsche Sprache in Mannheim übernommen, und Schmidt wurde dort Leiter der Abteilung Lexik.
Hartmut Schmidt war mit der Germanistin Renate Schmidt (1934–2025) verheiratet. Sie hatten drei gemeinsame Kinder, darunter den Autor Jochen Schmidt.

## Schriften (Auswahl)
- Untersuchungen zu konzeptionellen Problemen der historischen Lexikographie. (Bedeutungen, Definitionen, Stichwortlisten, Aussagebereich). Berlin 1985, OCLC 1087703313.
- Wörterbuchprobleme. Untersuchungen zu konzeptionellen Fragen der historischen Lexikographie. Tübingen: Niemeyer 1986, ISBN 3-484-31065-0.
- Die lebendige Sprache. Zur Entstehung des Organismuskonzepts. Berlin 1986, OCLC 903864316.